# Olympische Sommerspiele 1968/Teilnehmer (Ecuador)
| Gelbes Symbol für Goldmedaillen mit stilisierten Olympischen Ringen | Graues Symbol für Silbermedaillen mit stilisierten Olympischen Ringen | Braundes Symbol für Bronzemedaillen mit stilisierten Olympischen Ringen |
| ------------------------------------------------------------------- | --------------------------------------------------------------------- | ----------------------------------------------------------------------- |
| —                                                                   | —                                                                     | —                                                                       |

Ecuador nahm an den Olympischen Sommerspielen 1968 in Mexiko-Stadt mit einer Delegation von 15 Athleten (14 Männer und eine Frau) an 21 Wettkämpfen in sechs Sportarten teil. Ein Medaillengewinn gelang keinem der Athleten.

## Teilnehmer nach Sportarten

### Boxen
- Rafael Anchundia
Bantamgewicht: in der 1. Runde ausgeschieden

- Samuel Valencia
Halbweltergewicht: in der 1. Runde ausgeschieden

### Leichtathletik
Männer
- Gustavo Gutiérrez
Marathon: 53. Platz

### Radsport
- Noé Medina
Straßenrennen: Rennen nicht beendet
Mannschaftszeitfahren: 22. Platz

- Victor Morales
Straßenrennen: Rennen nicht beendet
Mannschaftszeitfahren: 22. Platz

- Arnulfo Pozo
Straßenrennen: Rennen nicht beendet
Mannschaftszeitfahren: 22. Platz

- Hipólito Pozo
Straßenrennen: Rennen nicht beendet
Mannschaftszeitfahren: 22. Platz

### Ringen
- César Solari
Fliegengewicht, Freistil: in der 2. Runde ausgeschieden

- Marco Terán
Bantamgewicht, Freistil: in der 2. Runde ausgeschieden

### Schwimmen
Männer
- Fernando González
100 m Freistil: im Vorlauf ausgeschieden
200 m Freistil: im Vorlauf ausgeschieden
400 m Freistil: im Vorlauf ausgeschieden

- Eduardo Orejuela
100 m Schmetterling: im Vorlauf ausgeschieden
200 m Schmetterling: im Vorlauf ausgeschieden

Frauen
- Tamara Orejuela
100 m Brust: im Vorlauf ausgeschieden
200 m Brust: im Vorlauf ausgeschieden

### Turnen
Männer
- Sergio Luna
Einzelmehrkampf: 110. Platz
Boden: 111. Platz
Pferdsprung: 106. Platz
Barren: 105. Platz
Reck: 106. Platz
Ringe: 91. Platz
Seitpferd: 111. Platz

- Pedro Rendón
Einzelmehrkampf: 113. Platz
Boden: 112. Platz
Pferdsprung: 112. Platz
Barren: 113. Platz
Reck: 115. Platz
Ringe: 114. Platz
Seitpferd: 113. Platz

- Eduardo Nájera
Einzelmehrkampf: 114. Platz
Boden: 110. Platz
Pferdsprung: 116. Platz
Barren: 114. Platz
Reck: 112. Platz
Ringe: 111. Platz
Seitpferd: 114. Platz